# KTSスーパータイム530
『KTSスーパータイム530』は、1995年11月1日から1997年3月28日まで1年5か月間、鹿児島テレビで平日に生放送されていた鹿児島県向けの夕方ワイド番組である。

## 詳細
- 『KTSスーパータイム NEWS&SPORTS』の前30分枠で放送されていた番組してスタート。

- 『スーパータイム』の名称を使用していたが、18時からの『FNN KTSスーパータイム NEWS&SPORTS』とは別番組。

- 番組は、冷蔵庫の食材で手軽にできる料理を紹介する「今夜のもう一品」、ユニークな特技をもつ小学生を紹介する「あなたがチャンピオン」（小学生時代の横峯さくらも登場）などのコーナーによって構成されていた。

## 放送時間
- 月曜日 - 金曜日 17:30 - 18:00 （1995年11月1日 - 1997年3月28日）

## 歴代司会者
- 古井千佳夫（1995年11月1日 - 1996年9月30日）
- 山本慎一（1996年10月1日 - 1997年3月28日）
- 蔵屋留美子（1995年11月1日 - 1997年3月26日、月曜・火曜・水曜）
- 室屋典子（1995年11月2日 - 1997年3月28日、木曜・金曜）

| 鹿児島テレビ 平日の夕方ワイド番組              | 鹿児島テレビ 平日の夕方ワイド番組 | 鹿児島テレビ 平日の夕方ワイド番組 |
| 前番組                                         | 番組名                            | 次番組                            |
| ---------------------------------------------- | --------------------------------- | --------------------------------- |
| KTSドラマスペシャル （ここまでドラマ再放送枠） | KTSスーパータイム530              | ゆうやけマガジン                  |